# Macelj

Macelj är en ort i Krapina-Zagorjes län i Kroatien. Macelj liiger i kommunen Đurmanec och ligger vid den slovenska gränsen i regionen Zagorje. Den består av orterna Gornji Macelj (Övre Macelj) och Donji Macelj (Nedre Macelj).

## Gränsövergången
I Macelj finns Kroatiens mest trafikerade gränsövergång till Slovenien. Orten ligger vid väg A2/E59. Vägen är motorväg från gränsen och söderut till Zagreb. I Slovenien blir den inte motorväg förrän vid Podlehnik, cirka fem kilometer från gränsen. Byn på andra sidan av gränsen heter Gruškovje.

## Skogen
Macelj är även namnet på skogen runt gränsen. Den ligger på berget Maceljska gora och består huvudsakligen av bokträd.